# Урсула Саксен-Лауенбурзька
Урсула Саксен-Лауенбурзька (нім. Ursula von Sachsen-Lauenburg, 1552/1553 — 12 жовтня 1620) — принцеса Саксен-Лауенбурзька з династії Асканіїв, донька герцога Саксен-Лауенбургу Франца I та саксонської принцеси Сибілли, дружина князя Брауншвейг-Даннебергу Генріха.

## Біографія
Роки народження Урсули різняться, переважно, вказується 1552 рік із місцем народження Лауенбург. Принцеса була донькою  герцога Саксен-Лауенбургу Франца I та його дружини Сибілли Саксонської. Мала шестеро братів і двох сестер. Разом зі старшою сестрою Доротеєю виховувалася у бабусі з материнського боку у Фрайберзі, а після її смерті — кузиною Анною у Дрездені.

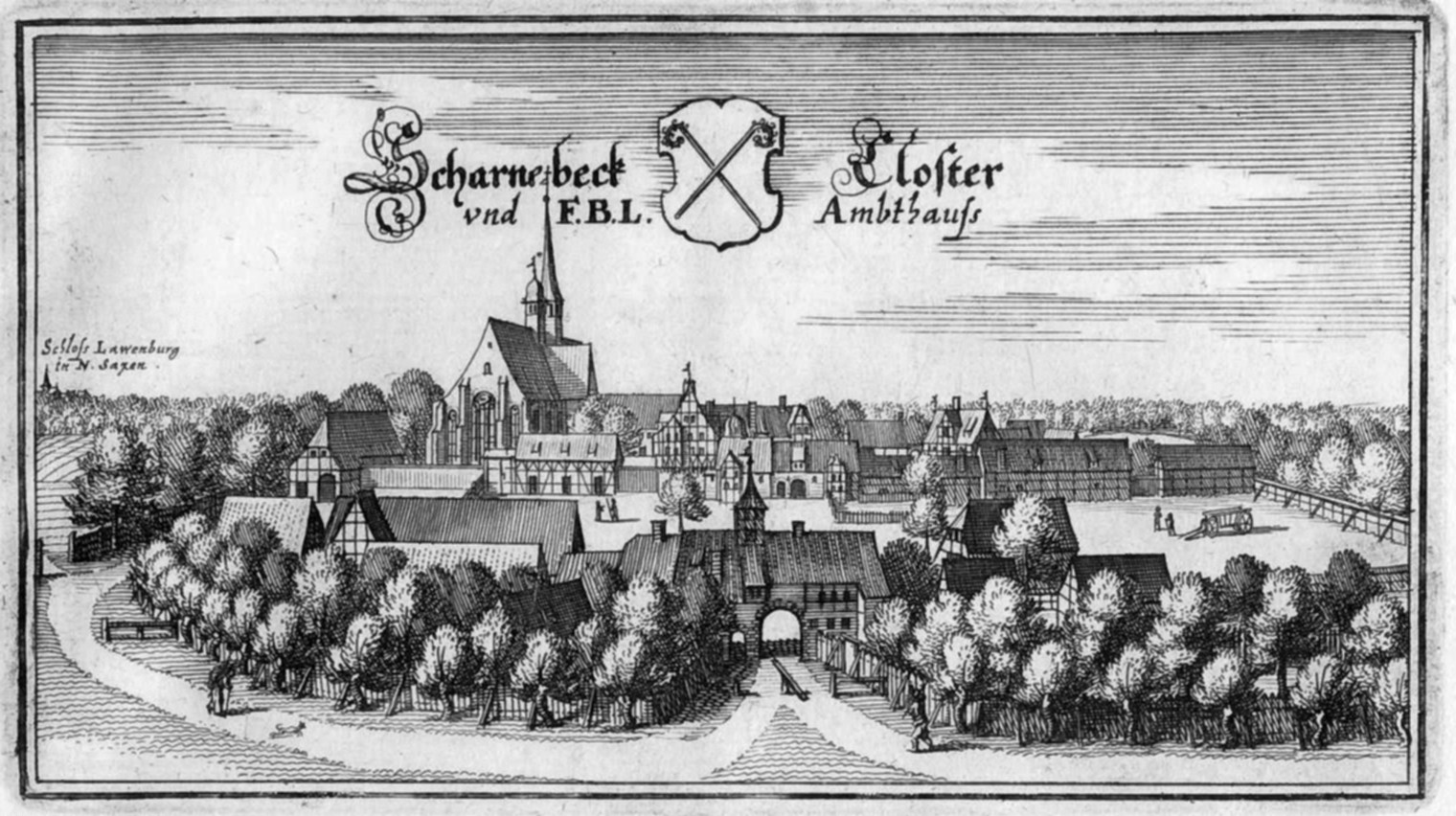
Абатство Шарнебек, гравюра XVII століття

30 березня 1569 року вийшла заміж за 36-річного Генріха Брауншвейг-Люнебурзького. Весілля пройшло у Артленбурзі. До цього наречений правив Люнебургом разом зі своїм братом Вільгельмом, однак, посварившись із ним, вимагав розподілу країни. Зрештою, задовольнився Даннебергом як пареажем і щорічною грошовою компенсацією.
Подружжя оселилося у Данненберзі. У них народилося семеро дітей
Урсула вважалася чудовою княгинею, яка також мала вплив на політику Лауенбурга.
У січні 1598 року Генріх пішов з життя. Удовиною резиденцією Урсули слугував колишній монастир Шарнебек. Там вона і померла 12 жовтня 1620 року. Як і чоловік, була похована у церкві Святого Йоганна у Даннеберзі.

## Родина
Чоловік —  Генріх Брауншвейг-Люнебурзький
ДІти:
- Юліус Ернст (1571—1636) — князь Брауншвейг-Даннебергу у 1598—1636 роках, був двічі одруженим, мав четверо дітей від обох шлюбів;
- Франц (1572—1601) — канонік у Страсбурзі;
- Анна Софія (1573—1574) — прожила 7 місяців;
- Генріх (1574—1575) — прожив 8 місяців;
- Сибілла Єлизавета (1576—1630) — дружина графа Дельменгорсту Антона II Ольденбурга, мала одинадцятеро дітей;
- Сидонія (1577—1645) — одружена не була, дітей не мала;
- Август (1579—1666) — князь Брауншвейг-Вольфенбюттелю у 1635—1666 роках, був тричі одруженим, мав семеро дітей.